# Ewald Hesse
Ewald Hesse (1958) es un compositor, pianista y director de orquesta clásico peruano. 
Nació en Lima y estudió piano y composición en el Conservatorio Nacional de Música. Fue alumno de Teresa Quesada y Rosa América Silva en piano, así como Edgar Valcárcel en composición. Radica en Alemania desde 1978, donde viajó para concluir estudios con una beca del gobierno alemán en la Nordwestdeutsche Musikakademie de Detmold. 
En ese país inició su carrera como director de orquesta, que lo llevó a numerosas casas de ópera en Alemania, tales como Detmold, Bielefeld y Wurzburgo (entre otras) y como director invitado en su país natal. 